# (500472) 2012 TC234
(500472) 2012 TC234 es un asteroide que forma parte del cinturón interior de asteroides, descubierto el 6 de octubre de 2012 por el equipo del Pan-STARRS desde el Observatorio de Haleakala, Hawái, Estados Unidos.

## Designación y nombre
Designado provisionalmente como 2012 TC234.

## Características orbitales
2012 TC234 está situado a una distancia media del Sol de 1,843 ua, pudiendo alejarse hasta 1,902 ua y acercarse hasta 1,784 ua. Su excentricidad es 0,032 y la inclinación orbital 22,19 grados. Emplea 914,167 días en completar una órbita alrededor del Sol.

## Características físicas
La magnitud absoluta de 2012 TC234 es 18,2. 